# Kuppe, Alur
Kuppe là một làng thuộc tehsil Alur, huyện Hassan, bang Karnataka, Ấn Độ.